# 門脇すみれ
門脇 すみれ（かどわき すみれ、1995年5月18日 - ）は、日本の女性声優。茨城県出身。
以前はアセンブルハートに所属していた。

## 人物
趣味は、紅茶を淹れること・カラオケ・散歩、特技は料理である。
資格は、漢字検定準二級・家庭科検定3級・書道初段を所持している。

## 出演作品

### ゲーム
2016年
- 桃色大戦ぱいろん・生（服部忍[2])

2017年
- A3!

### その他
2016年
- 信濃グランセローズ（BCリーグ） BPフェアリーズプロジェクト（諏訪ルル[3]）

## イベント
2016年
- 5月7日 - ルートインBCリーグ2016公式戦 信濃グランセローズ 対 群馬ダイヤモンドペガサス BPフェアリーズDAY